# 가나의 국기

가나의 국기 (비율 2:3)

가나의 국기는 1957년 독립과 함께 제정되었으며 1966년 3월 1일에 다시 채택되었다. 가나의 국기는 아프리카의 독립 국가로는 처음으로 에티오피아의 국기에서 사용된 범아프리카색인 빨간색, 노란색, 초록색 세 가지 색을 사용한 국기이다.
빨간색, 노란색, 초록색 세 가지 색으로 구성되어 있는 가로 줄무늬에 가운데에 검은색 별이 그려져 있다. 빨간색은 가나의 독립을 위해 흘린 피를, 노란색은 나라의 풍부한 광물을, 초록색은 나라의 풍부한 삼림과 천연자원 그리고 자연의 은혜를, 검은색 별은 아프리카인들과 아프리카의 자유를 의미한다.
1964년부터 1966년까지 사용되었던 국기에는 노란색 대신 하얀색을 사용하였다.

## 색상
| 색상 | 빨강                | 노랑                 | 초록               | 검정            |
| ---- | ------------------- | -------------------- | ------------------ | --------------- |
| RGB  | 206–17–38 (#CE1126) | 252–209–22 (#FCD116) | 0–107–63 (#006B3F) | 0–0–0 (#000000) |

## 그 외의 기

상선기 (비율 2:3)
공군기
민간 항공기기
해군기
대통령기

## 역대 가나의 국기

아샨티 왕국의 국기 (1670년 ~ 1902년)
영국령 골드코스트 시대의 기
아프리카 연방공화국(영어판)의 기 (1958년 ~ 1961년)
아프리카 연방공화국(영어판)의 기 (1961년 ~ 1962년)
가나의 국기 (1964년 ~ 1966년, 비율 2:3)

## 비슷한 국기
- 현재 사용되고 있는 국기는 볼리비아의 국기와 비슷하며 검은색 별의 유무로 두 국기를 구분할 수 있다.
- 1964년부터 1966년까지 사용되었던 국기는 헝가리의 국기와 비슷하며 역시 검은색 별의 유무로 두 국기를 구분할 수 있다.